# 澤列諾格拉茨克區

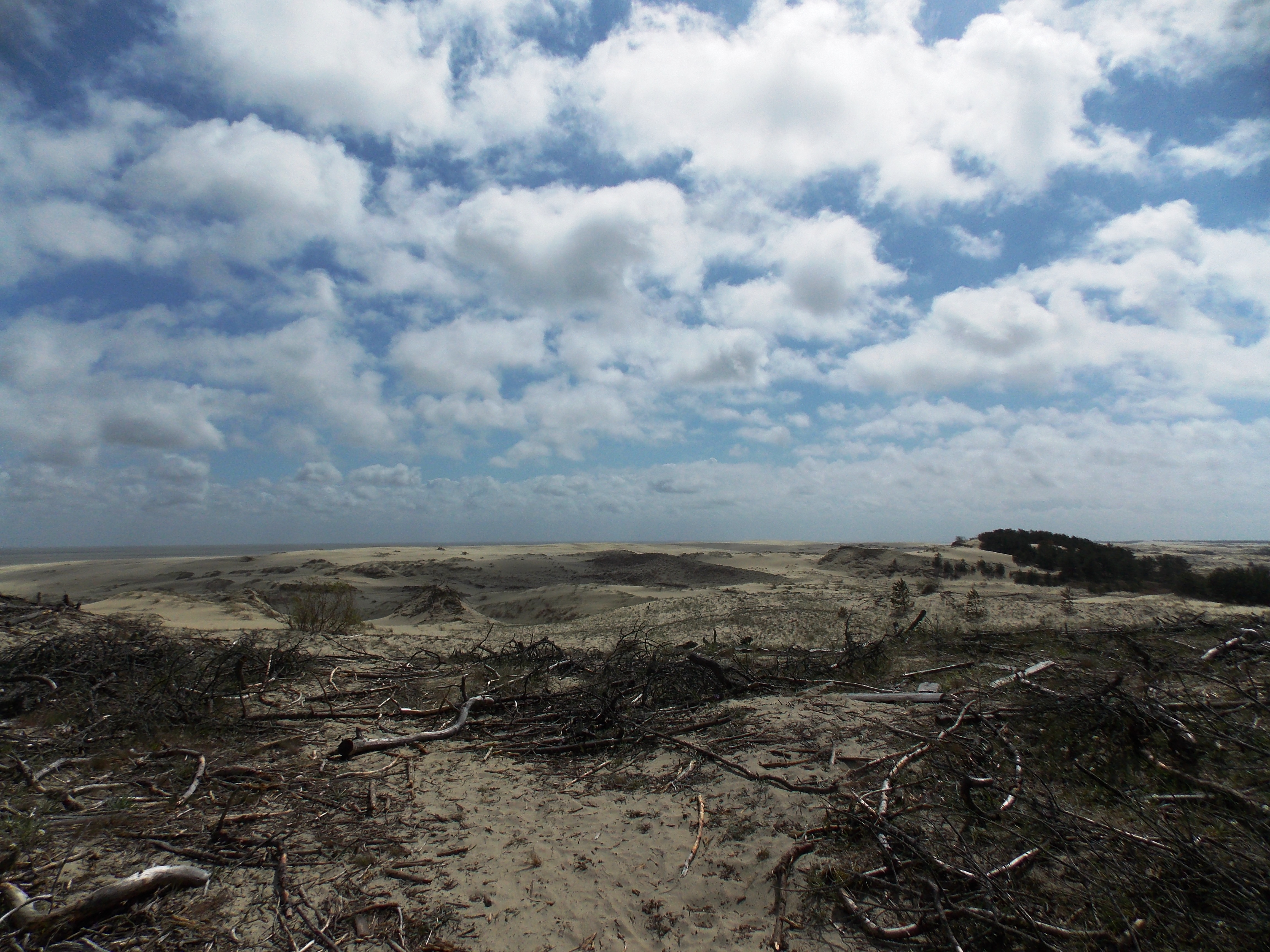

54°57′N 20°29′E / 54.950°N 20.483°E
澤列諾格拉茨克區（俄语：Зеленоградский район），是俄羅斯的一個區，位於該國西北部，由加里寧格勒州負責管轄，面積2,016平方公里，2010年人口32,271，人口密度每平方公里16.01人。